# Carcharhinus amboinensis
Carcharhinus amboinensis és una espècie de peix de la família dels carcarínids i de l'ordre dels carcariniformes.

## Morfologia
Els mascles poden assolir els 280 cm de longitud total.

## Distribució geogràfica
Es troba a Nigèria, Golf d'Aden, Sud-àfrica, Madagascar, el Pakistan, Sri Lanka, Indonèsia, Papua Nova Guinea i Austràlia.